# Lijst van burgemeesters van Westvoorne
Dit is een lijst van burgemeesters van de voormalige Nederlandse gemeente Westvoorne in de provincie Zuid-Holland. Deze gemeente is in 1980 ontstaan bij de fusie van de gemeenten Oostvoorne en Rockanje.
| Ambtsperiode | Naam burgemeester          | Partij of stroming | Bijzonderheden |
| ------------ | -------------------------- | ------------------ | -------------- |
| 1980 - 1988  | Jan (J.M.) Hoffmann        | VVD                |                |
| 1989 - 1997  | Inge van Assen             | VVD                |                |
| 1997         | Kees Jan (C.J.G.M.) de Vet | CDA                | waarnemend     |
| 1997 - 2006  | Henk (H.W.H.) Krijgsman    | VVD                |                |
| 2006 - 2022  | Peter (P.E.) de Jong       | PvdA               |                |